# Liberalismo conservador
Liberalismo conservador é uma variante do liberalismo que mescla políticas economicamente liberais com valores e princípios socialmente conservadores sobre questões culturais e éticas. Estudiosos veem o liberalismo conservador como uma variante "mais positiva e menos radical" do liberalismo clássico, mas ele também é referido como uma tradição individual que se distingue do liberalismo clássico e do liberalismo social.
Apesar de se argumentar que existe uma linha tênue entre o liberalismo conservador e o conservadorismo liberal, ambos possuem raízes filosóficas diferentes. Historicamente, o conservadorismo liberal refere-se ao caso em que os conservadores abraçam os elementos do liberalismo clássico, tornando-se moderados, enquanto o liberalismo conservador refere-se aos liberais clássicos que apoiam tanto o laissez-faire econômico, quanto o conservadorismo social.
O neoconservadorismo também foi identificado como um parente ideológico ou gêmeo do liberalismo conservador, além de também existirem algumas semelhanças do último com o liberalismo nacional.

## Visão geral
O liberalismo conservador surgiu na França do final do século XVIII, quando a burguesia moderada apoiou a monarquia dentro do campo liberal. Durante a Restauração francesa, os Doutrinários atuaram como um partido liberal conservador representativo. O radicalismo surgiu como uma oposição à moderação desses liberais conservadores.
De acordo com o professor da Universidade Colgate, Robert Kraynak, em vez de seguir o "liberalismo progressista" (ou seja, liberalismo social), os liberais conservadores recorrem a fontes pré-modernas, como a filosofia clássica (com suas ideias sobre virtude, bem comum e direitos naturais), o cristianismo (com suas ideias sobre direito natural, natureza social do homem e pecado original), e instituições antigas (como direito comum, órgãos corporativos e hierarquias sociais). Para Kraynak, isso significa que, ao seguir os ideais de Platão, Aristóteles, Sócrates, Santo Agostinho, Santo Tomás de Aquino e Edmund Burke em vez de John Locke ou Immanuel Kant; os liberais conservadores geralmente cultivam uma profunda simpatia pela política da pólis grega, da República Romana e das monarquias cristãs. Mas, sendo realistas, eles reconhecem que a política clássica e medieval não pode ser restaurada no mundo moderno. E, como moralistas, veem que o experimento moderno de liberdade e autogoverno, além de aumentar a dignidade humana, ainda pode fornecer uma abertura (mesmo em meio à cultura de massa) a anseios referentes à eternidade. Ainda segundo Kraynak, no seu melhor, o liberalismo conservador promove a liberdade ordenada sob Deus e estabelece limites constitucionais contra a tirania. Para ele, isso mostra que um regime de liberdade baseado na moralidade tradicional e na cultura clássica-cristã é uma conquista da qual podemos nos orgulhar, ao invés de combatermos como se fossemos administradores da civilização ocidental.
O liberalismo conservador não deve ser confundido com o conservadorismo liberal que é uma variante do conservadorismo que combina visões conservadoras com defesa de um maior grau de liberdade na esfera econômica, social e ética. As raízes do liberalismo conservador encontram-se no início da história do liberalismo. Até as duas guerras mundiais, a classe política na maioria dos países europeus era formada por liberais conservadores. Eventos como a Primeira Guerra Mundial trouxeram a versão mais radical do liberalismo clássico para um tipo de liberalismo mais conservador. Os partidos liberais conservadores tendem a se desenvolver nos países europeus onde não havia um partido conservador secular forte e a separação entre Igreja e Estado era tratada como um problema menor. Nesses países, onde os partidos conservadores eram democratas-cristãos, desenvolveu-se esse tipo conservador de liberalismo.
O uso do termo é justificado por várias razões. Roger Scruton, um dos mais conhecidos conservadores modernos, considera pessoas que geralmente são reconhecidas como liberais (ou se consideravam como tal), tais como Friedrich Hayek, Adam Smith e David Hume, como conservadores.
Friedrich Hayek, famoso por sistematizar a filosofia liberalista em seu tempo, embora não se dissesse um conservador, considerava-se um old Whig (tradução literal: "velho Whig"), em explícita e direta referência a Edmund Burke, que se definiu como um old Whig ao se opor aos que chamava de new Whigs (tradução literal: "novos Whigs"), defensores da Revolução Francesa. Hayek, tal como o Lorde Acton, considerava que o liberalismo legítimo teve uma de suas maiores expressões em Edmund Burke.
William Gladstone, que foi primeiro-ministro do Reino Unido no auge do liberalismo clássico vitoriano (segunda metade do século XIX), tinha fortes convicções religiosas, reconhecidamente moralistas e defendia fortemente o liberalismo econômico, cortando várias taxas e impostos em seu governo. Opunha-se ao político Benjamin Disraeli por sua postura conservadora paternalista. Influenciado por Gladstone, Hayek posteriormente falou dos princípios dos "liberais gladstonianos", dos homens da geração de John Maitland, Acton e James Bryce, a última geração cujo objetivo principal era a liberdade e não a igualdade ou a democracia, considerando-se dessa linha de pensamento.
Gertrude Himmelfarb classifica o iluminismo britânico ou escocês como "sociologia das virtudes", em oposição ao iluminismo francês, a "ideologia da razão". O iluminismo inglês possui um liberalismo mais prudente e conservador, enquanto o iluminismo francês é frequentemente revolucionário e utópico. Entre os iluministas britânicos estão David Hume, Edmund Burke, Adam Smith, Adam Ferguson e Friedrich Hayek no século XX. O iluminismo escocês tem um viés mais cético, enfatiza a importância dos hábitos para nos guiar em um ambiente de incertezas genuínas, e sempre coloca em pauta os limites da razão e do conhecimento humano. Hayek também separa duas tradições de liberalismo, o liberalismo inglês e o francês.
Francis Lieber separa a "liberdade anglicana" (inglesa) e a "liberdade galicana" (francesa).
No 5.º capítulo de A Política da Prudência, Russell Kirk fala da importância de Cícero para o pensamento conservador, enquanto este, forte influência de David Hume, é classificado por Hayek como "a maior autoridade para o liberalismo moderno" em Os Fundamentos da Liberdade.
Ronald Reagan e Margaret Thatcher podem ser considerados referências do pensamento político liberal conservador da sua época.

## Posição política
O liberalismo conservador é geralmente uma ideologia liberal que contrasta com o liberalismo social.
O liberalismo conservador, juntamente com o liberalismo social e o liberalismo clássico, é mencionado como a principal ideologia liberal da política europeia.
Mesmo que algumas vezes descritos como estando posicionados entre o centro e a centro-direita, os liberais conservadores estão bem mais próximos da direita no espectro político convencional.

### Diferenças entre o liberalismo social, clássico e conservador
O liberalismo social é uma combinação de keynesianismo e liberalismo cultural, enquanto o liberalismo clássico é o liberalismo econômico que abraça parcialmente o liberalismo cultural. 
O liberalismo conservador é uma ideologia que destaca o aspecto conservador do liberalismo, de modo que pode aparecer de forma um pouco diferente dependendo da realidade local. Refere-se a ideologias que mostram tendências relativamente conservadoras dentro do campo liberal, por isso tem algum significado relativo. Nos EUA, por exemplo, o termo "liberais conservadores" chega a ser usado para se referir a liberais clássicos, ao mesmo tempo que na Europa, até democratas-cristãos e ordoliberais são caracterizados assim, embora possam ser mais precisamente descritos como conservadores liberais. Já no Brasil, o termo é propício para se referir àqueles que se consideram "conservadores nos costumes e liberais na economia", apesar de existir discordância quando se trata de associar liberalismo com conservadorismo.